# Fahrgastbeirat
Ein Fahrgastbeirat (FGB) ist ein Gremium zur Zusammenarbeit und Kommunikation zwischen Verkehrsunternehmen (oder Aufgabenträgern bzw. Verkehrsverbünden) und Fahrgästen. Neben „Fahrgastbeirat“ sind die Bezeichnungen „Fahrgastforum“, „Kundenbeirat“ und „Nahverkehrsbeirat“ gebräuchlich.

## Geschichte
Der erste Fahrgastbeirat wurde 1989 bei den Kölner Verkehrsbetrieben eingerichtet. Aktuell bestehen im deutschsprachigen Raum etwa 100 Beiräte, die meist auf unternehmens-, kommunaler oder regionaler Ebene tätig sind.

## Gesetzliche Grundlage
Die meisten Beiräte wurden auf freiwilliger Basis eingerichtet; in Mecklenburg-Vorpommern und Sachsen-Anhalt ist ein Fahrgastbeirat im Landes-ÖPNV-Gesetz als Soll-Bestimmung genannt, in Brandenburg als Kann-Bestimmung.

## Arbeitsweise
Es lassen sich drei Typen von Fahrgastbeiräten unterscheiden:
- Laienbeiräte, in denen ausgewählte Fahrgäste stellvertretend für alle Reisenden mitarbeiten. Die Mitgliedschaft wird überwiegend öffentlich ausgeschrieben und soll die soziale Zusammensetzung der Fahrgäste widerspiegeln. Die Mitglieder vertreten jeweils ihre persönliche Meinung.
- Expertenbeiräte, deren Mitglieder aus Fahrgastverbänden, Umweltschutzverbänden, Behindertenverbänden, Bürgerinitiativen, Schülerorganisationen, Seniorenorganisationen u. a. berufen werden. Sie werden durch ihre jeweiligen Verbände ernannt und sollen deren Position im Beirat vertreten.
- Mischformen aus Laien- und Expertenbeirat, deren Mitglieder vom Träger des Beirats (z. B. Verkehrsunternehmen, Verbund) berufen werden und diesem gegenüber eine beratende Funktion haben. Sie handeln jedoch eigenverantwortlich und selbstbestimmt. In regelmäßigen Zusammenkünften treffen sie zumeist mit den Vertretern des berufenden Verkehrsunternehmens aufeinander. Dabei diskutieren sie Fragen des öffentlichen Nahverkehrs und konfrontieren das Unternehmen mit Problemen der Fahrgäste.

Teilweise artikulieren sie etwaige Forderungen auch gegenüber den Medien und betreiben weitere Formen der Öffentlichkeitsarbeit (z. B. Newsletter, öffentliche Veranstaltungen). Andere Beiräte beschränken sich jedoch auf die beratende Funktion gegenüber ihrem Träger. Einzelheiten sind (soweit vorhanden) in der Satzung oder der Geschäftsordnung des jeweiligen Gremiums festgelegt.

## Fahrgastbeiräte in Deutschland
Fahrgastbeiräte existieren in Deutschland bei Verkehrsbetrieben bzw. Verkehrsverbünden der folgenden Städte/Regionen:
Baden-Württemberg
- Karlsruher Verkehrsverbund[1] (seit Dezember 1998)
- Nahverkehrsgesellschaft Baden-Württemberg[2]
- Dreisamtal-Hochschwarzwald
- Heidelberg
- Kreise Bodensee, Lindau und Ravensburg
- Ostalbkreis
- Stuttgart

Bayern
- Augsburg (AVV)[3]
- Ingolstadt (INVG)[4]
- München (MVV)[5]
- Nürnberg (VAG)[6]
- Südostbayernbahn[7]

Berlin/Brandenburg
- Berlin (BVG)[8]
- Berlin (S-Bahn)[9]
- Potsdam (ViP)[10]

Bremen
- Großraum Bremen (Verkehrsverbund Bremen/Niedersachsen)

Hamburg
- Großraum Hamburg (Hamburger Verkehrsverbund)

Hessen
- Darmstadt / Landkreis Darmstadt-Dieburg (DADINA)[11]
- Frankfurt am Main (traffiQ)[12]
- Landkreis und Universitätsstadt Gießen[13]
- Landkreis Bergstraße
- Lahnau
- Maintal
- Regionaler Nahverkehrsverband Marburg-Biedenkopf[14]
- Odenwaldkreis[15]
- Offenbach
- Rhein-Main-Verkehrsverbund[16]
- Vogelsbergkreis
- Wetteraukreis
- Wetzlar / Lahn-Dill-Kreis
- Kassel[17]

Mecklenburg-Vorpommern
- kein Fahrgastbeirat

Niedersachsen
- Großraum Bremen (Verkehrsverbund Bremen/Niedersachsen)
- Großraum Hamburg (Hamburger Verkehrsverbund)
- Kreis Harburg
- Stadt und Kreis Osnabrück
- Kreis Stade
- Kreise Göttingen, Holzminden und Northeim
- FahrgastRAT Wendland[18]

Nordrhein-Westfalen
- Aachen[19]
- Regionalverkehr Köln GmbH[20]
- Rhein-Sieg-Kreis
- Kreis Düren
- Stadt Euskirchen

Rheinland-Pfalz
- kein Fahrgastbeirat

Saarland
- Zweckverband Personennahverkehr Saarland (saarlandweiter Fahrgastbeirat)[21]
- Saarbrücken (Saarbahn)[22]

Sachsen
- Chemnitz (CVAG)[23]
- Dresden (DVB)[24]
- Leipzig (LVB)[25]
- Zwickau (SVZ)[26]

Sachsen-Anhalt
- Halle (Saale) (HAVAG)[27]
- Magdeburger Verkehrsbetriebe (MVB)[28]

Schleswig-Holstein
- Nahverkehrsverbund Schleswig-Holstein[29]

Thüringen
- NVS Nordthüringen (DB Regio Südost)[30]
- NVS Ostthüringen (Erfurter Bahn)[31]
- Jena (JeNah)[32]
- Wartburgkreis und Eisenach[33]
- Gera

### Ehemalige Fahrgastbeiräte
Die folgenden Fahrgastbeiräte wurden aus unterschiedlichsten Gründen wieder aufgelöst.
Baden-Württemberg
- Filsland Mobilitätsverbund[34]
- S-Bahn RheinNeckar[35]

Bayern
- West-/ Unterfranken

Sachsen
- Verkehrsverbund Mittelsachsen[36]

Thüringen
- Erfurt (EVAG)[37]
- Eisenach / Wartburgkreis[38]

### Netzwerk
- 2015 wurde durch Initiative des traffiQ-Fahrgastbeirats in Frankfurt am Main ein erstes bundesweites Treffen der Fahrgastbeiräte ausgerichtet.[39] Die bundesweite Fahrgastbeiratstagung fand 2016 in Leipzig[40] statt und wurde 2017 in Schleswig-Holstein ausgetragen, 2018 von dem S-Bahn-Beirat Berlin ausgerichtet, 2019 von dem Fahrgastbeirat DADINA in Darmstadt. Das für 2020 in Stuttgart geplante Bundestreffen wurde in Form einer Video-Konferenz veranstaltet.[41]
- 2017 erfolgte der Start der gemeinsamen Internetplattform fahrgastbeiräte.de, auf welcher sich Fahrgastbeiräte aus dem gesamten Bundesgebiet präsentieren.[42]